# 1907

## Esdeveniments
Països Catalans
- 19 de gener - S'estrena l'obra La Santa Espina, amb text d'Àngel Guimerà i música d'Enric Morera, al Teatre Principal de Barcelona.[1]
- 1 d'abril - Girona: es publica el primer número de la revista mensual Lletres.[2]
- 19 de maig - manifestació multitudinària a Perpinyà enmig de la Revòlta dels vinhairons o Revolta de la vinya de 1907. Aquest fet fou novel·lat pel Joan-Daniel Bezsonoff a "La revolta dels geperuts". Vegeu també les entrades: Occitània 1900-1940, Narbona i Frederic Mistral.
- 18 de juny - Barcelona: Creació de l'Institut d'Estudis Catalans.[3]
- 21 de juliol - Victòria electoral de Solidaritat Catalana. Enric Prat de la Riba és president de la Diputació de Barcelona.
- 3 d'agost, Barcelona - Es constitueix Solidaritat Obrera.
- 3 d'agost, Barcelona - S'expedeix a Barcelona la matrícula número 1 d'automòbils. Es tracta d'un cotxe de la Hispano-Suiza.
- 30 d'agost - 14 de setembre: Missió arqueològico-jurídica a la ratlla d'Aragó, organitzada per l'IEC. En van formar part Josep Puig i Cadafalch, Guillem Marià Brocà, Josep Gudiol, Josep M.Goday i Adolf Mas.[4]
- 19 d'octubre - Barcelona: Es fundà Solidaridad Obrera, «la Soli», diari en castellà, l'òrgan sindical més important a Catalunya fins a 1939.[5]
- Art: Santiago Rusiñol publica la seva novel·la L'auca del senyor Esteve, que més tard transformaria en obra teatral.[6]
- Art: Antoni Estruch pinta l'oli Corpus de Sang.[7]
- Barcelona: l'Ajuntament de Barcelona adquireix un cotxe perquè l'alcalde es pugui traslladar "amb rapidesa als punts on sovint és necessària la seva presència".

Resta del món

### Premis Nobel
| Camp                  | Guardonats                               |
| --------------------- | ---------------------------------------- |
| Física                | - Albert Abraham Michelson               |
| Química               | - Eduard Buchner                         |
| Medicina o Fisiologia | - Charles Louis Alphonse Laveran         |
| Literatura            | - Rudyard Kipling                        |
| Pau                   | - Ernesto Teodoro Moneta - Louis Renault |

## Naixements
Països Catalans
- 31 de gener - Manresa (Bages): Josep Maria Planes i Martí, periodista i dramaturg, fou un dels primers impulsors del periodisme d'investigació a Catalunya (m. 1936).
- 19 de gener - Barcelona: Pere Pi Calleja, matemàtic català (m. 1986).
- 16 de febrer - Barcelona: Anna Maria Martínez Sagi, poeta, sindicalista, periodista, feminista i atleta republicana catalana (m. 2000).[8]
- 25 de febrer - Palma: Pazzis Sureda Montaner, escultora i pintora mallorquina (m. 1939).[9]
- 2 de març - Benissanet, Ribera d'Ebre: Artur Bladé i Desumvila, periodista i escriptor català (m. 1995).
- 4 de març: 
  - San Francisco: Maria Branyas Morera, la persona més longeva del món el 2023 (m. 2024).[10]
  - Peralada, Empordà: Joaquim Serra i Corominas, compositor, amb moltes sardanes considerades de gran qualitat (m. 1957).
  - Barcelona: Maria Teresa Pelegrí i Marimon, compositora catalana (m. 1995).[11]
- 7 de març - Barcelona: Maria Teresa Vernet, novel·lista, poeta i traductora, la més sobresortint de la preguerra (m. 1974).[12]
- 17 de març - Vilassar de Mar: Carme Rovira i Fortuny, pintora naïf catalana (m. 1985).[13]
- 28 de març - Sabadell: Joan Bartomeu i Valls, contramestre de telers català, víctima del nazisme.
- 19 d'abril - Vilafranca del Penedès: Maria Dolors Calvet i Prats, concertista de piano, compositora, poetessa (m. 1988).[14]
- 22 d'abril - Borriana, Plana Baixa: Abel Mus, violinista, pedagog i compositor valencià (m. 1983).[15]
- 24 de maig - Barcelona: Jordi Tell i Novellas, arquitecte i activista polític català, que va desenvolupar la seva trajectòria a Catalunya, Alemanya, Mèxic i Noruega (m.1991).[16]
- 12 de juny - Sabadell: Josepa Figueras i Felip, locutora de ràdio catalana.
- 27 de juliol - Elx: Francisca Vázquez Gonzálvez –Frasquita–, dirigent socialista valenciana (m. 1993).[17]
- 24 d'agost - Figueres, Alt Empordà: Àngels Masià de Ros, historiadora medievalista i professora catalana (m. 1998).[18]
- 10 de setembre - Brisbane: Dorothy Hill, científica australiana, primera presidenta de l'Acadèmia Australiana de Ciències (m. 1997).[19]
- 11 de setembre - Sabadell: Dolors Viñas i Camps, pedagoga i periodista catalana.
- 12 de setembre - Barcelona: Josefina Solsona i Querol, escriptora catalana (m. 1960).[20]
- 7 d'octubre - Barcelona: Carles Parès i Guillèn, metge cirurgià català (m. 1973).[21]
- 6 de desembre - Sant Feliu de Llobregat: Maria Neus Miró Comas, jurista i advocada catalana.[22]
- Barcelona: Xavier de Salas Bosch, historiador de l'art, director del Museu del Prado de Madrid (1970-1978).
- Barcelona: Encarnació Miquel i Girbau, escriptora, periodista i propagandista.[23]
- Sabadell: Màrius Vilatobà i Ros, pintor.[24]
- Barcelona: Lola Bech i Beltran, pintora (m. 1987).[25]

Resta del món
- 24 de febrer, East London, Sud-àfrìca: Marjorie Courtenay-Latimer, naturalista i conservadora de museu, descobridora del celacant.[26]
- 27 de febrer, Villalba de los Alcores: Teresa Andrés Zamora, bibliotecària que dirigí les Biblioteques de Cultura Popular.[27]
- 6 de març, Erfurt: Grete Reichardt, artista tèxtil i dissenyadora alemanya, alumna de la Bauhaus (m. 1984).[28]
- 8 de març, Küpköy, Imperi Otomà: Konstandinos Karamanlís, polític grec (m. 1998)[29]

- 22 de març, Aljustrel, Portugal: Lúcia de Jesus dos Santos, una dels vidents de Fàtima, monja carmelita (m. 2005).[30]
- 23 de març, Fleurier, Neuchâtel, Suïssa): Daniel Bovet, farmacòleg, Premi Nobel de Medicina o Fisiologia de l'any 1957 (m. 1992).[31]
- 7 d'abril, Arràs: Violette Leduc, escriptora francesa (m. 1972).[32]
- 14 d'abril, Port-au-Prince, Haití: François Duvalier, President d'Haití (1957-71) (m. 1971)[29]
- 15 d'abril, 
  - La Haia, Països Baixos: Nikolaas Tinbergen, etòleg neerlandès, Premi Nobel de Medicina o Fisiologia de l'any 1973 (m. 1988)[33]
  - L'Arbresle: Agnès Capri, actriu i cantant francesa, gran figura de les avantguardes poètiques i del cabaret parisenc (m. 1976).[34]
- 18 d'abril, Budapest, Imperi Austrohongarès: Miklós Rózsa, compositor de cinema austrohongarès (m. 1995).[35]
- 5 de maig, Txernivtsi, aleshores Àustria-Hongria: Iryna Vilde, escriptora ucraïnesa (m. 1982).[36]
- 12 de maig, Hartford (Connecticut), EUA: Katharine Hepburn, actriu estatunidenca (m. 2003).[37]
- 13 de maig, Londres, Anglaterra: Daphne du Maurier, novel·lista britànica (m. 1989).
- 22 de maig, 
  - Etterbeek, Bèlgica: Hergé, historietista belga, creador de Tintín (m. 1983).[38]
  - Dorking, Surrey: Laurence Olivier, actor, director teatral i productor britànic (m. 1989).[39]
- 27 de maig, 
  - Springdale (Pennsilvània): Rachel Carson, biòloga marina i escriptora ambientalista, autora de Silent Spring (Primavera silenciosa, 1962) (m. 1964).[40]
  - Nova York: Lina Pagliughi, soprano italiana nascuda als Estats Units d'Amèrica (m. 1980).[41]
- 30 de maig, 
  - Allegre, Haute-Loira: Germaine Tillion, etnòloga francesa, membre de la resistència francesa (m. 2008).[42]
  - Hannover, Alemanya: Elly Beinhorn, aviadora alemanya pionera (m. 2007).[43]
- 1 de juny, Dublín: Helen Megaw, mineralogista irlandesa que va contribuir al desenvolupament de la cristal·lografia de raigs X (m. 2002).[44]
- 2 de juny, Boston (EUA): Dorothy West, escriptora nord-americana que va formar part del moviment de renaixement de Harlem (m. 1998).[45]
- 7 de juny, Schidlow, Imperi Austrohongarès, avui Chrzanów, Polònia: Mascha Kaléko, rellevant poeta i escriptora alemanya del segle xx.[46]
- 23 de juny, Swanage, Dorset, Anglaterra): James Meade, economista anglès, Premi Nobel d'Economia de l'any 1977 (m. 1995).[47]
- 25 de juny, Hamburg, Alemanya): Johannes Hans Jensen, físic alemany, Premi Nobel de Física de l'any 1963 (m. 1973).[48]
- 6 de juliol, Coyoacán, Mèxic: Frida Kahlo, pintora mexicana (m. 1954).[49]
- 7 de juliol, Butler (Missouri): Robert Anson Heinlein, escriptor nord-americà (m. 1988).[50]
- 9 d'agost, Madridː Ángeles Gasset, pedagoga i professora espanyola (m. 2005).[51]
- 12 d'agost, Filadèlfia: Gladys Bentley, cantant i pianista estatunidenca, artista lesbiana de blues del Harlem Renaissance.[52]
- 15 d'agost, Cartagena: Carmen Conde, mestra, escriptora espanyola, la primera acadèmica de la Reial Acadèmia Espanyola (m. 1996).[53]
- 30 d'agost, Comtat de Chautauqua, Estats Units: Bertha Parker Pallan, arqueòloga.[54]
- 3 de setembre - Osca: Encarnación Fuyola, mestra, militant comunista i activista antifeixista, exiliada a Mèxic (m. 1972).[55]
- 7 de setembre, Sant Petersburg, Rússia: Vera Broido, escriptora cronista de la revolució russa (m. 2004).[56]
- 11 de setembre, Croàcia: Alice Leigh-Smith, física nuclear anglesa d'origen croat (m. 1987).[57]
- 12 de setembre, Varsòvia: Alina Szeminska, psicòloga i professora d'universitat polonesa.
- 25 de setembre, Las Palmas: Josefina de la Torre, poeta i novel·lista de la Generació del 27, cantant lírica i actriu espanyola (m. 2002).[58]
- 2 d'octubre, Glasgow, Escòcia: Alexander Robertus Todd, químic escocès, Premi Nobel de Química de l'any 1957 (m. 1997).[59]
- 20 d'octubre, Lauzon, Quebec, Canadà: Maurice Bourget, polític canadenc.[60]
- 24 d'octubre, Budapest: László Ladányi, poeta, escriptor, dramaturg i reporter.
- 1 de novembre, Xangai (Xina): Wu Yonggang, director de cinema xinès (m. 1982).[61]
- 7 de novembre, Madridː Elena Romero Barbosa, compositora, pianista i directora d'orquestra (m. 1996).[62]
- 14 de novembre, Vimmerby, Suècia: Astrid Lindgren, escriptora sueca creadora de Pippi Långstrump (m. 2002).[63]
- 18 de novembre, Santiago de Cuba: Compay Segundo, músic i compositor cubà (m.2003)
- 22 de novembre, Tours, França, Dora Maar, artista plàstica, pintora, fotògrafa i escultora francesa,que tingué relació amb Picasso.[64]
- 27 de novembre, Madrid: Irene Lewy Rodríguez –Irene Falcón–, periodista i secretària personal de Dolores Ibárruri (m. 1999).[65]
- 28 de novembre, Roma, Regne d'Itàlia: Alberto Moravia, escriptor italià.
- 5 de desembre, Tuanfeng (Xina): Lin Biao (en xinès simplificat: 林彪), militar i polític xinès (m. 1971).[66]
- 10 de desembre, Barcelona: Alfred Pérez-Iborra, farmacèutic.
- 15 de desembre, Rio de Janeiro, Brasil: Oscar Niemeyer, arquitecte brasiler.
- 16 de desembre, Châteaubriant, Françaː Jacques Pâris de Bollardière, militar francès i figura de la no-violencia.[67]

## Necrològiques
Països Catalans
- 31 de gener - Barcelona: Maria del Pilar Maspons i Labrós, Maria de Bell-lloc, escriptora catalana (n. 1841).[68]
- 22 d'abril - Buenos Aires: Joan Bialet i Massé, metge, advocat i agrònom.
- 23 d'abril - Sabadell: Pau Alguersuari i Pascual, industrial, teòric tèxtil i inventor català.
- 4 de setembre - Sagunt, el Camp de Morvedre): Antoni Chabret i Fraga, historiador valencià (61 anys).
- 29 de desembre - Barcelona: Eleonor Carreras Torrescasana, pintora catalana (n. 1847).[69]
- 31 de desembre - Barcelona: Maria del Pilar Maspons i Labrós, Maria de Bell-lloc, escriptora catalana (n. 1841).

Resta del món
- 15 de gener - París: Clémence de Grandval, cantant, pianista i una de les compositores més famoses del segle xix (m. 1828).[70]
- 2 de febrer - Peterburg, avui dia Sant Petersburg, Imperi Rus: Dmitri Mendeléiev, químic rus.
- 12 de febrer - Newcastle upon Tyne: Muriel Robb, tennista britànica, campiona de Wimbledon 1902.[71]
- 16 de febrer - Bolonya (Itàlia): Giosuè Carducci, poeta italià, Premi Nobel de Literatura de 1906 (n. 1835).
- 20 de febrer - París (França): Henri Moissan, professor universitari francès, Premi Nobel de Química (n. 1852).
- 11 de març - París (França): Jean Paul Pierre Casimir-Perier, advocat, President de la República Francesa de 1894 a 1895 (n. 1847)
- 17 de març: Ahmed Lütfi Efendi, historiador otomà.
- 12 de maig - París, França: Joris-Karl Huysmans, escriptor francès (n. 1848).[72]
- 26 de maig - Washington, DC: Elizabeth Keckley, esclava, modista i autora estatunidenca (n. 1818).[73]
- 2 de juny - Halle: Anastazy Wilhelm Dreszer, compositor polonès.
- 27 de juny - Arlington, Massachusetts: Elizabeth Cabot Agassiz, educadora i naturalista nord-americana (n. 1822).[74]
- 29 de juny - Austin, EUA: Elisabet Ney, escultora prussiana (n. 1833).[75]
- 15 de juliol - Zhejiang (Xina): Qiu Jin, escriptora xinesa (n. 1875)[76]
- 4 de setembre - Bergen, Noruega: Edvard Grieg, compositor i pianista noruec.[77]
- 6 de setembre - Châtenay-Malabry, França: Sully Prudhomme, Premi Nobel de Literatura 1901 (n. 1839).
- 17 de setembre - Londresː Edmonia Lewis, escultora americana (n. 1844).
- 22 de novembre - Bolonya, Emília-Romanya: Carlotta Ferrari, compositora i poeta italiana (n. 1830).[78]
- 17 de desembre - Largs, Ayrshire, Escòcia: Lord Kelvin, físic, matemàtic i enginyer britànic. Conegut per l'escala Kelvin de temperatures.
- 1 de març - Londres: August Manns, director musical prussià.